# Zadolje

Lega kraja v Atlasu okolja

Zadolje je gručasta vas v Občini Ribnica. Leži v ozkem podolgovatem kraškem dolu oklepajo na zahodu strma pobočja dolomitne Velike gore (Bela stena, 1122 m), na vzhodu pa nižja Bukovica (725 m).  
Na dnu so med vrtačami večinoma travniki. Severno pod vasjo je močan kraški izvir ponikalnice Ribnice. Na vrhu Belih sten so daleč vidni skalni samotarji, po stari legendi poimenovani »Okameneli ribniški svatje«.
V naselju stoji kapela posvečena Mariji pomočnici kristjanov, postavljena leta 1893. V njej je kip Matere božje z Jezusom, levo od njega je kipec Lurške matere božje, desno pa kipec srca Jezusovega. V lesenem, s pločevino obitem zvoniku visita dva zvonova, večji iz leta 1892, manjši pa je najstarejši v ribniški župniji.